# Лопатино (деревня, Москва)
Лопатино — деревня в Троицком административном округе Москвы  (до 1 июля 2012 года в составе Подольского района Московской области). Входит в состав поселения Роговское.

## Население
Согласно Всероссийской переписи, в 2002 году в деревне проживало 6 человек (2 мужчины и 4 женщины). По данным на 2005 год в деревне проживало 5 человек.

## Расположение
Деревня Лопатино расположена примерно в 80 км к юго-западу от центра Москвы. В 2 км к востоку от деревни проходит Варшавское шоссе. Западнее деревни проходит граница между Москвой и Калужской областью. Ближайший населённый пункт — деревня Каменка. До деревни ходят автобусы № 1004 от 5-го микрорайона Северного Бутова (идёт через метро «Бульвар Дмитрия Донского»), № 1003 от метро «Тёплый Стан» и № 1028 от станции Подольск Курского направления МЖД.

## Достопримечательности
В деревне находится памятник, установленный на месте гибели Героя Советского Союза лётчика В. В. Талалихина.